# Kulturzentrum der Stavros-Niarchos-Stiftung

Logo des Kulturzentrums der Stavros-Niarchos-Stiftung

Das Kulturzentrum der Stavros-Niarchos-Stiftung (griechisch Κέντρο Πολιτισμού Ίδρυμα Σταύρος Νιάρχος) ist ein Kultur-, Bildungs- und Erholungszentrum an der Bucht von Faliro bei Athen. Es handelt sich um eine Schenkung der Stavros-Niarchos-Stiftung an den griechischen Staat, die neben einem großen Park die Griechische Nationalbibliothek und die Griechische Nationaloper umfasst.

## Lage
Das Kulturzentrum liegt 4,5 Kilometer südlich des Athener Stadtzentrums in Kallithea in unmittelbarer Nähe des Faliro Coastal Zone Olympic Sports Complex. Die Adresse lautet: Leoforos Andrea Syngrou 364 (Λεωφόρος Ανδρέα Συγγρού), Kallithea. Auf dem Gelände befand sich die Athener Rennbahn, welche 2003 (Vereine) und 2005 (Rennbahn) auf das neue Markopoulo Olympic Equestrian Centre umzog, das auch 2004 zu den Olympischen Spielen genutzt wurde.

## Das Gebäude
Der von dem Stararchitekten Renzo Piano geplante Komplex besteht im Wesentlichen aus drei von großzügigen Freiflächen und einem Park umgebenen Gebäuden, der Nationalbibliothek (griechisch Εθνική Βιβλιοθήκη), der Nationaloper (griechisch Εθνική Λυρική Σκηνή) und dem Parkhaus. Die umbauten Räume und die Freiflächen bieten Raum für den gleichzeitigen Besuch von 32.000 Personen, Besuchern stehen 1000 Parkplätze zur Verfügung. Mit dem Stadtzentrum von Athen ist das SNFCC durch einen Shuttle-Bus verbunden.
Mehrere Cafés, eines auf dem Dach des Gebäudekomplexes, ein Bistro und Erfrischungsstände stehen Besuchern zur Verfügung.
Bei der Planung des Gebäudes wurde großer Wert auf die Vereinbarkeit des monumentalen Bauwerks mit seiner Umwelt gelegt. So wird ein Teil (24 % im Jahr 2021) der benötigten elektrischen Energie durch Solarzellen (10.000 m²) selbst erzeugt. Der Komplex wurde mit der LEED Platinum Certification ausgezeichnet.
Neben Renzo Piano waren u. a. Betaplan, das Büro Arup und das Grafikdesignbüro Atelier Martine Harlé an dem Projekt beteiligt.
Das flache Dach von 100 mal 100 Metern ruht auf schlanken Säulen, die es vom Restgebäude abtrennen und ist aus Ferrozement (Entwurf Expedition Engineering).

### Baugeschichte
Im Oktober 2006 gab die Stavros Niarchos Foundation ihre Absicht bekannt, ein Gebäude zu planen, zu bauen und auszustatten, das zukünftig die griechische Nationalbibliothek und die Nationaloper von Griechenland beherbergen sollte. Der Gebäudekomplex sollte den Namen Stavros Niarchos Foundation Cultural Center (SNFCC) (griechisch: Κέντρο Πολιτισμού Ίδρυμα Σταύρος Νιάρχος) tragen. Des Weiteren sollte ein Park und ein Salzwasser-Bassin angelegt werden. Ein Jahr später wurden die Details in einem Memorandum of understanding festgelegt, das von der griechischen Regierung und der Stavros Niarchos Foundation unterzeichnet wurde. Mit der Planung des Projekts wurde der Architekt Renzo Piano betraut, die Bauarbeiten wurden 2016 beendet. Die Baukosten beliefen sich auf 630 Millionen Euro; im Februar 2017 wurde der Komplex an den griechischen Staat übergeben.

### Umweltaspekte
- Die auf dem Dach der Oper installierten Solarzellen erzeugen 3,1 GW Strom p. a.
- Durch alle energiespezifischen Maßnahmen soll jährlich die Emission von rund 2750 Tonnen CO2 verhindert werden
- Die Bewässerung des Parks erfolgt vorwiegend mit Regenwasser und Grauwasser
- Anfallende Pflanzenreste werden kompostiert und als Dünger verwendet
- Durch die Dachbegrünung (17.000 m²) wird die Temperatur im Inneren des Gebäudes positiv beeinflusst
- Tageslichtsensoren und automatische Rollos zur Beschattung der Innenräume sorgen für eine Verringerung des Stromverbrauchs[4]

### Erdbebensicherheit
Durch das Zusammenwirken zweier Faktoren, der zu erwartenden seismischen Aktivität und der ungünstigen Bodenbeschaffenheit, entschied man sich für besondere bauliche Maßnahmen um die Resilienz des Gebäudes gegen Erdbeben zu erhöhen. Die Trennung zwischen Untergrund und Gebäude (seismische Isolation) erfolgte durch 323 Isolatoren des friction-pendulum-Typs. Nach dem Akropolismuseum und dem Onassis Cultural Center ist das SNFCC das dritte Gebäude in Griechenland, das durch diese Methode vor den Auswirkungen eines Erdbebens geschützt wird.

## Der Park
Die Gesamtfläche des Parks beträgt 210.000 m², er zeigt einen umfassenden Querschnitt der Mittelmeervegetation und ist frei für jedermann zugänglich. Es wurden 1450 Bäume und 280.000 mediterrane Büsche gepflanzt. Die zentrale Rasenfläche kann für Konzerte und Filmvorführungen genutzt werden. Es gibt Sportflächen, einen Spielplatz, Wasserspiele und ein Labyrinth. Temporär werden im Sommer ein Verkehrsübungsplatz für Kinder und im Winter eine Eisbahn errichtet.
Teil des Parks ist der sogenannte Kanal, ein mit Meerwasser gefülltes Becken von 300 Metern Länge und einer Breite von 30 Metern Gestaltet wurde der Park von Deborah Nevins & Associates und H Pangalou & Associates.

## Die griechische Nationalbibliothek
Nachdem 1824 erstmals der Gedanke an die Gründung einer Nationalbibliothek aufkam, war es Ioannis Kapodistrias, der auf der Insel Ägina eine erste Bücherei (Αποθήκη Βιβλίων) einrichtete. Diese wurde 1842 mit der Athener Universitätsbibliothek vereinigt. Die daraus entstandene griechische Nationalbibliothek zog 2016 in das Gebäude des SNFCC um. Der Bestand an Büchern und Magazinen erreicht die Millionengrenze. Derzeit wird an einem nationalen Digitalisierungsprojekt gearbeitet, um die Bücher einem breiteren Publikum zugänglich zu machen und den Inhalt seltener Bücher zu konservieren.
Die Bibliothek ist auf einer Fläche von knapp 22.000 m² über fünf Ebenen verteilt; an der Gestaltung waren Berater der British Library beteiligt. Die Bibliothek ist folgendermaßen gegliedert:
- Bereiche für akademische Recherche
- Computerarbeitsplätze mit Internet-Zugang, drahtloses Netzwerk (WLAN)
- Besonders ausgestattete und klimatisierte Abteilung für rund 4500 historische Dokumente aus dem 9. bis 19. Jahrhundert.
- Ein separater Bereich für Kinder und Jugendliche
- Business Center

## Die Oper
Die Nationaloper von Griechenland wurde 1939 gegründet, seit 1944 ist sie eine Körperschaft des öffentlichen Rechts.
Das Gebäude beherbergt zwei unterschiedlich große Säle. Die kleinere, sogenannte Alternative Bühne (Εναλλακτική Σκηνή), ist rechteckig geformt und dient kleineren Aufführungen, die oft auch experimentell sind; der Opernsaal selbst, Stavros Niarchos Halle (Αίθουσα Σταύρος Νιάρχος) genannt, ist als Halbrund vor der rechteckigen Bühne angeordnet.
- Der Opernsaal hat eine Grundfläche von 28.000 m² und fasst 1400 Besucher
- Die Alternative Bühne bietet Raum für 400 Besucher, die Sitze können entfernt werden
- In die Sitzlehnen integrierte Bildschirme können mehrsprachige Informationen zur jeweiligen Aufführung anzeigen
- Bei Bedarf können die ersten drei Sitzreihen vor der Bühne im Boden versenkt werden
- Der Orchestergraben bietet bis zu 115 Musikern Platz
- Die Beplankung der Logen mit Paneelen aus Kirschbaumholz soll für eine bessere Akustik sorgen

## Auszeichnungen
- Europäischer Solarpreis 2017, verliehen von EUROSOLAR e. V. Europäische Vereinigung für Erneuerbare Energien[11]
- Der Bundesverband GebäudeGrün e. V. (BuGG) hat das Stavros Niarchos Foundation Cultural Center zum Gründach des Jahres 2018 gewählt.[12]
- Der Green roof leadership award 2018 wurde dem Gebäude auf dem 5. internationalen Green Roof Congress in Kuwait verliehen.[13][14]
- Die Gartenanlage wurde 2018 mit dem Europäischen Gartenpreis in der Kategorie  „Innovatives Konzept oder Design eines zeitgenössischen Parks oder Gartens“ ausgezeichnet.